# Ballaugh

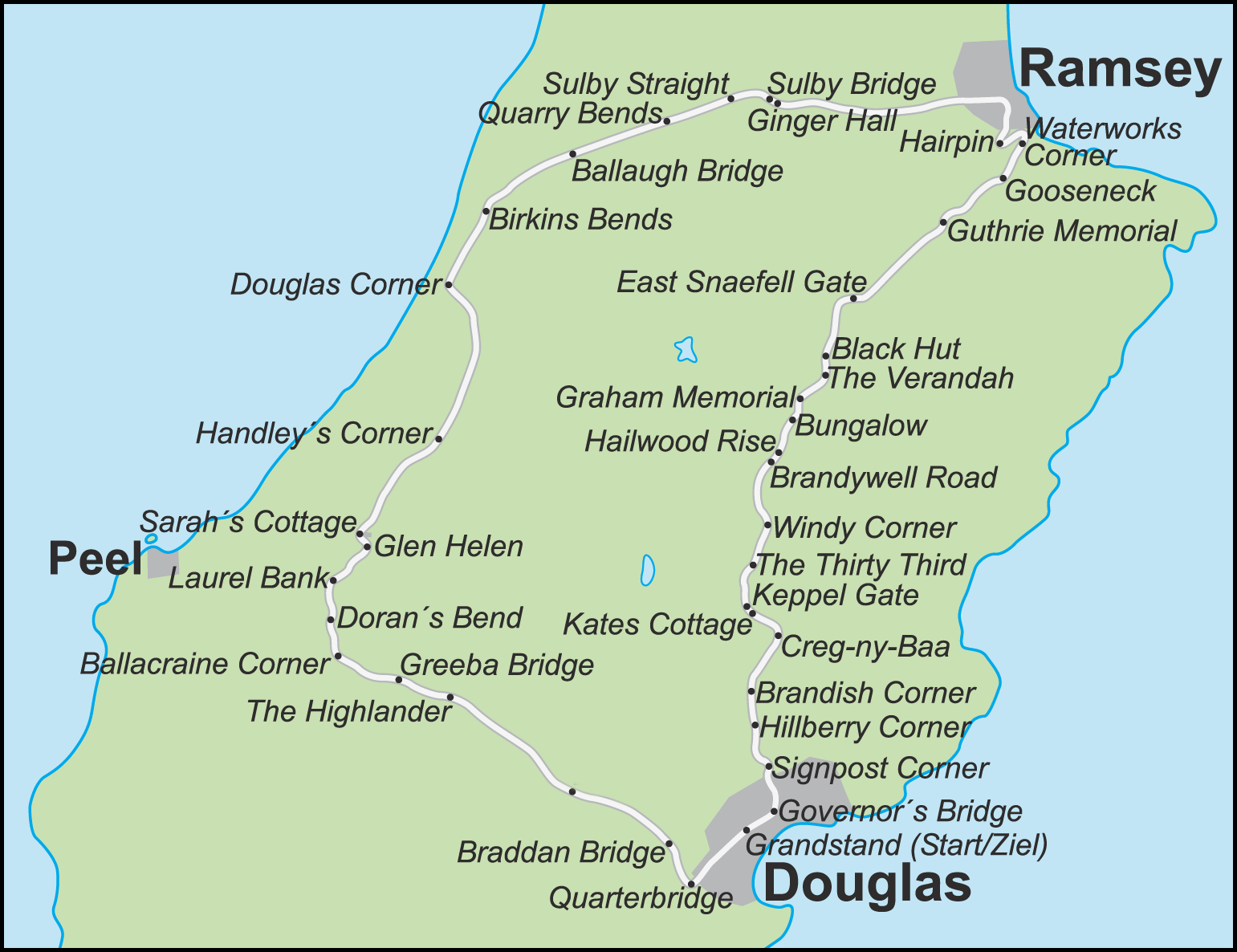
Ballaugh en Ballaugh Bridge liggen aan het westelijk deel van de Mountain Course

Ballaugh (Manx-Gaelisch: Balley-ny-Loghey = plaats aan het meer) is de naam van een civil parish en een dorp op het eiland Man.

## Ballaugh Parish

Ballaugh Parish

De parochie Ballaugh bestaat grotendeels uit langbouwgebied in het noordwesten van het eiland. Het is een van de drie parochies in de "Sheading" Michael. De andere twee zijn Jurby en Michael. Het zuidoostelijk deel is heuvelachtig en de rest is laagland, met onder meer het moeras van "the Curraghs".

### Bevolking
In 2001 had de parochie 868 inwoners, maar in 2006 was dit al gestegen tot 1.042.

### Geschiedenis
In Ballaugh zijn een aantal historisch interessante plaatsen. Er is een vereniging die het historisch erfgoed beschermt en wandelingen in de omgeving organiseert. Men doet onderzoek naar de geschiedenis van het gebied, voornamelijk het afgelegen Glen Dhoo (dal van de Dhoo). De Ballaugh Curraghs is een overblijfsel van het meer, maar is nu moerasgebied. Het meer was anderhalve kilometer lang en viel 300 jaar geleden droog toen de verzilte Lhen trench werd uitgegraven. Deze greppel was waarschijnlijk ontstaan als smeltwaterafvoer na de ijstijd.

### Curraghs Wildlife Park en Ballaugh Curraghs
1½ km ten oosten van het dorp Ballaugh ligt Curraghs Wildlife Park, dat gerund wordt door het Department of Tourism and Leisure van het eiland Man. Het park bestaat uit geografische secties, die verschillende werelddelen representeren met de daar levende dieren. Het park ligt naast het Ballaugh Curraghs moeras. Ballaugh Curraghs is een internationaal beschermd natuurgebied dat in 2006 als zodanig werd aangewezen door de Conventie van Ramsar. Het bevat voor het eiland Man unieke moerasgebieden, zoals nat grasland, veenplassen, berkenbossen en kreupelhout (ook bekend als "curragh"). Hier vindt men ook het grootste West-Europese overwinteringsgebied van de blauwe kiekendief en het broedgebied van de bedreigde kwartelkoning. In 2005 werd Ballaugh Curraghs door het Department of Agriculture, Fisheries and Forestry aangewezen als "Area of Special Scientific Interest". De Curraghs worden beheerd door drie partners: Curraghs Wildlife Park, Manx National Heritage en het Manx Wildlife Trust.

## Ballaugh (dorp)
Het dorp Ballaugh ligt langs de A3 Castletown-Ramsey. Er is een pub in het dorp ("The Raven") en een supermarkt met postagentschap. Het dorp heeft ook een basisschool (Ballaugh School).

### Religie
In Ballaugh staat de St. Mary's Church, de Church of England parochiekerk voor de parochie Ballaugh. Ongeveer twee kilometer ten noorden van het dorp, bijna bij de kust, staat de "Old Church", die ook nog in gebruik is. In 1717 werd de oude kerk verbouwd in opdracht van bisschop Thomas Wilson. Hij liet een eenvoudige barokke voorgevel aanbouwen en de kerk werd 6,4 meter langer en kreeg een puntgevel met een "bell-cot" naast de westelijke gevel. Tussen 1757 en 1777 werden galerijen aan de achter- en zijkanten aangebracht. Op 24 maart 1830 werd er een stemming onder de parochianen gehouden over de bouw van een nieuwe, grotere kerk dichter bij het dorp. Men koos ervoor de "New Church" te bouwen. De eerste steen werd slechts een maand later door bisschop Ward gelegd. De oude kerk begon hierna te vervallen, maar werd in 1849 gerestaureerd met een nieuw dak, maar de galerijen verdwenen weer. In 1877 en 1955 vonden opnieuw restauraties plaats. De nieuwe kerk werd in 1893 gerenoveerd.
Er zijn een aantal methodistische kapellen in Balaugh geweest. Ballaugh (Ballaterson) Primitive Methodist Chapel werd in 1969 gesloten en is gesloopt. De grond voor de eerste Ballaugh Village Wesleyan Methodist Chapel werd in 1778 gekocht door Thomas Clark voor £2. Hij verkocht de grond aan een beheersgroep op 18 december 1791. De kapel werd gebouwd maar bleek al snel te klein te zijn. In 1806 werd meer grond aangekocht om de kapel uit te breiden. In 1868 werd een nieuwe Wesleyan Methodist Chapel gebouwd en de oude kapel werd vanaf die tijd als zondagsschool gebruikt. In 1999 werd de nieuwe kapel gesloten en de diensten werden weer naar de oude kapel verplaatst. Ballaugh New (Ballakinnag) Wesleyan Methodist Chapel werd in 1898 gebouwd, maar diende in 2013 als garage. (Ballaugh) Curragh Wesleyan Methodist Chapel werd in 1815 gebouwd en in 1971 gesloten.

Pad richting Ballaugh Curraghs vanaf de A14 tussen Sulby en Sandygate
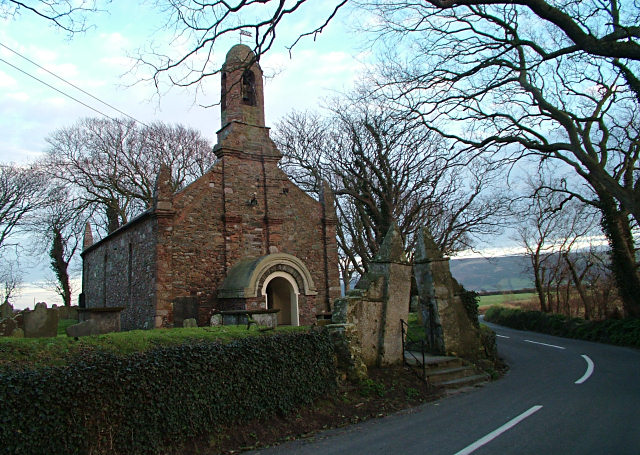
Ballaugh Old Church
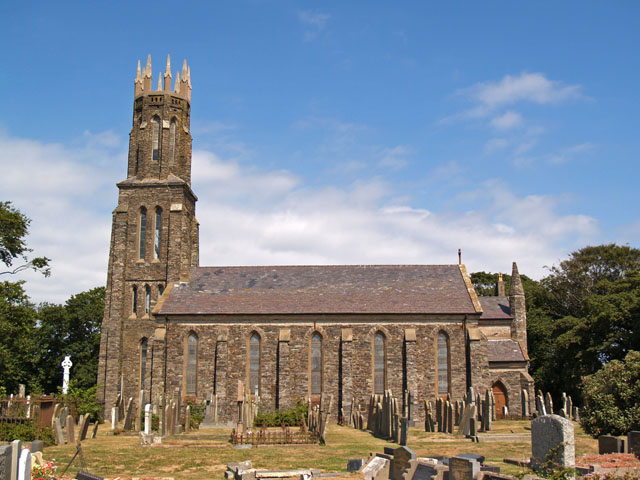
Ballaugh "New Church", St Mary's Church

## Isle of Man TT en Manx Grand Prix
| - Geoff Duke, wiens rijlijnen op bepaalde plaatsen in 1950 werden gepubliceerd in een boekje van Castrol, nam Ballaugh Bridge in de eerste versnelling helemaal langs de linker railing, om na de sprong direct gas te kunnen geven. - John Surtees concentreerde zich al bij de nadering van de brug op zijn landing erna, maar hij zei ook dat alle coureurs een hekel hadden aan Ballaugh Bridge. - Ray Knight, die zijn ervaringen met andere coureurs deelde in zijn boek "Isle of Man TT Rider's Guide", schreef over Ballaugh Bridge: "Na 2.000 pogingen heb ik het nog steeds niet altijd goed". - Het meest logische en veilige is na de sprong bij Ballaugh Bridge te landen op het achterwiel, maar er waren enkele rijders die liever een voorwiellanding hadden. Mick Grant en Steve Hislop hoorden daarbij. Grant deed het om zijn transmissie te sparen en Hislop vond dat hij na een zachte landing op het voorwiel meer snelheid vast kon houden. Voorwiellandingen veroorzaken de meeste ongelukken bij Ballaugh Bridge, vaak gecombineerd met een te hoge snelheid en daardoor een te late landing. Enkele coureurs prefereerden juist een landing op twee wielen tegelijk. Dat vereist een enorme controle en ook iets minder gas voor de brug, maar Geoff Duke en Joey Dunlop slaagden er meestal in. Sommige coureurs prefereren een hoge vlucht, wetende dat dit snelheid kost maar het publiek vermaakt. Martin Finnigan was voormalig motorcrosser en maakte er een sport van zo hoog mogelijk over de brug te vliegen. - Zijspancoureur Mick Boddice vond het leuk om het publiek te vermaken door met drie wielen los over de brug te vliegen. Toen hij na een race ontdekte dat zijn ketting behoorlijk opgerekt was, besloot hij het voortaan rustig aan te doen. Dat hielp niet echt: in 1984 brak zijn ketting bij de landing. |

Ballaugh ligt ook langs de Snaefell Mountain Course, het stratencircuit dat in het voorjaar wordt gebruikt voor de Isle of Man TT en in het najaar voor de Manx Grand Prix. Het maakte ook al deel uit van de Highroads Course en de Four Inch Course die gebruikt werden voor de Gordon Bennett Trial en de RAC Tourist Trophy van 1904 tot 1922.

### Circuitverloop
Vanaf Alpine Cottage kunnen de coureurs snelheid houden tot ze via Balla Cobb Ballaugh inrijden. In de linker bocht richting Ballaugh Bridge moeten ze dan hard remmen, want ze rijden ca. 275 km/h, terwijl de brug hen noodzaakt terug te gaan naar ca. 80 km/h.

#### Ballaugh Bridge en 17e mijlpaal
De 17e mijlpaal van de Mountain Course wordt vlak vóór Ballaugh Bridge gepasseerd. Ballaugh Bridge is een bolle ("hump-backed") brug die voor de coureurs bij het binnenkomen van het dorp Ballaugh ligt. Ze vormde in 1904 en 1905 het meest westelijke punt van de "Sandygate Loop" die een lus ten noorden van het huidige circuit vormde. Toen in 1906 de Four Inch Course in gebruik werd genomen verviel de Sandygate Loop. De Isle of Man TT werd enkele jaren over de korte St John's Short Course gereden, maar vanaf 1911 maakt Ballaugh Bridge deel uit van de Mountain Course. Het is een gevaarlijk punt, omdat de coureurs veel snelheid hebben omdat ze vanaf het vorige dorp, Kirk Michael, bijna 3 km met alleen flauwe en snelle bochten hebben gereden. Ballaugh Bridge is een brug in een bocht, waar zowel de solomotoren als de zijspancombinaties los van de grond komen.
Nadat men de bolle Sulby Bridge al in de jaren twintig vlak had gemaakt en hetzelfde in 1935 had gedaan met Ballig Bridge, was Ballaugh Bridge de enige overgebleven "hump-backed" brug. Tot de jaren twintig was de brug net breed genoeg voor één paard en wagen. In 1924 begon een discussie om haar te verbreden, en in 1931 werd de landeigenaar aan de zuidkant benaderd over de aankoop van grond voor de verbreding. Hij vroeg echter 300 pond, waarna men de eigenaar van Bridge House aan de noordkant benaderde. Die vroeg slechts 40 pond, maar dat was nog een groot bedrag. Uiteindelijk werd 20 pond betaald en de hele verbreding kostte ca. 250 pond. In 1933 werd de stenen brugleuning aan de zuidkant vervangen door een stalen leuning, waardoor er weer wat meer ruimte kwam, en hetzelfde gebeurde later ook aan de noordkant. De coureurs moesten in die tijd niet alleen rekening houden met de problemen op de brug: een bult die toen al sprongen opleverde, gevolgd door een rechter bocht. Tot 1954 moesten ze ook nog de tuinmuur van The Railway Hotel ontwijken en daarna moesten ze scherp naar rechts sturen om te voorkomen dat ze in de etalage van een slagerij terechtkwamen. Sinds die is afgebroken is er na Ballaugh Bridge wat meer ruimte. De snelheid op de brug is nooit veel hoger geworden. Een aantal coureurs, waaronder Graham Walker, vertelden al in de jaren dertig dat ze ongeveer 90 km/h reden, zonder achtervering en met de fragiele girder-voorvorken. Zij maakten al behoorlijke sprongen. Tegenwoordig wordt ongeveer dezelfde snelheid aangehouden. De coureurs kunnen niet harder, want ze moeten op de brug eerst hun machine rechtop krijgen om de sprong te kunnen maken én de bocht naar rechts aan te kunnen snijden. Een hogere snelheid levert een langere vlucht op, en dan is er niet genoeg tijd om de gevel van The Raven te ontwijken.
In de winter van 1953/1954 werd de weg bij Ballaugh Bridge verbreed en van een nieuw wegdek voorzien. Omdat er ook nog andere wegen van en naar Ballaugh gaan is het mogelijk voor coureurs die hier tijdens de training stranden om via Druidale en Injebreck terug te gaan naar de TT Grandstand om een reservemotor te halen, vooropgesteld dat ze een lift van een toeschouwer krijgen. Ze zijn dan wel overgeleverd aan de lokale bekendheid en de rijkunsten van een onbekende. Voor Phillip McCallen was het in 1993 "eens maar nooit meer!"
Bij Ballaugh Bridge staat een gedenksteen voor Karl Gall, die lid was van het BMW-fabrieksteam en die in 1939 bij Ballaugh Bridge verongelukte. De gedenksteen is moeilijk te vinden. Hij zit op een pilaar van een rij witte woningen aan de linkerkant van de weg tegenover The Raven Hotel.

#### Ballaugh Village
Na Ballaugh Bridge is de rit door het dorp weliswaar bochtig maar niet al te ingewikkeld en goed te vergelijken met die door Kirk Michael. Toch liep Robert Dunlop hier in 1994 zware verwondingen op doordat zijn achterwiel in stukken brak. Hij bleef zijn hele leven mank lopen, maar hij won daarna nog enkele keren de TT, tot het verdwijnen van de tweetaktmotoren in 2004. Toen stopte Robert ook.

#### Gwen's
Het laatste huis van Ballaugh aan de rechterkant van de weg is Gwen's, genoemd naar Gwen Crellin (MBE). Tegenwoordig is het "Gwen's B&B", maar er hing lange tijd een schild op de tuinmuur met een tekening van Gwen met haar vlag en witte stofjas, in 1997 aangeboden door de Manx Grand Prix Supporters Club, waarvan ze medeoprichter en ere-secretaris was. Daardoor was ze ook betrokken bij het "Rescue Helicopter Fund", waarvoor de supportersclub was opgericht. In het verleden deden de marshals hun werk in witte stofjassen. Gwen was marshal en door haar witte broekpak bekend als de "Lady in White". Ze was ook betrokken bij de oprichting van de TT Marshals Association, die veel verbeterde aan de inzet en de opleiding van marshals. Coureurs die bij haar huis uitvielen werden gastvrij ontvangen, als Gwen niet weg kon vanwege haar taak op het circuit konden ze zichzelf helpen. Gwen had haar tafel altijd vol staan met verfrissingen "voor het geval dat". Ze runde met haar man ook een café en veel coureurs stopten tijdens de trainingen bij haar voor een verfrissing of een kop thee. Toen Steve Hislop zijn allereerste trainingsrondje reed, tijdens de Manx Grand Prix van 1983, ging zijn motor stuk in Ballaugh. Hij moest wachten tot hij werd opgehaald, maar omdat het een ochtendtraining was stond Gwen erop een compleet Engels ontbijt voor hem te maken. Hislop zei later: "sindsdien groette ik haar altijd als ik langs kwam, door te zwaaien of met mijn voet te wiebelen, ongeacht hoe hard ik ging". Een coureur die stilviel door een losse uitlaat kreeg cake en thee, maar Gwen vroeg hem of hij nog verder wilde rijden. "Als ik ergens draad kan vinden wel" was het antwoord. Toen de rijder tien minuten later naar buiten liep was Gwen bezig stukken draad uit haar eigen tuinhek te knippen. In februari 1995 kreeg ze de titel "Member of the Most Excellent Order of the British Empire" (MBE). Gwen overleed op 9 december 2006 op 89-jarige leeftijd in het verzorgingstehuis King Reach in Ramsey. De herinneringsplaquette verhuisde naar de overkant van de weg, waar al een kleine gedenksteen voor de coureur Gary Dickinson stond.

#### Gebeurtenissen bij Ballaugh Bridge
- Op 2 juni 1939 verongelukte Karl Gall met een BMW RS 500 tijdens de avondtraining voor de Senior TT toen hij Freddie Frith probeerde in te halen. Hij overleed op 13 juni in het Ramsey Cottage Hospital aan de gevolgen van een longontsteking.
- Op 11 juni 1956 verongelukte David Merridan met een BSA Gold Star tijdens de training voor de Isle of Man TT.
- Op 9 juni 1964 verongelukte Laurence Essery, de bakkenist van Norman Huntingford, met een Matchless-zijspancombinatie tijdens de Sidecar TT.
- Op 3 september 1968 verongelukte Peter Ray met een Aermacchi Ala d'Oro 250 tijdens de Lightweight Race van de Manx Grand Prix.
- Op 4 juni 1986 verongelukte Eugene McDonnell met een EMC tijdens de Junior TT. Het was een van de meest dramatische ongelukken ooit. Brian Reid was gevallen en had een sleutelbeen gebroken. Toen hij door de reddingshelikopter werd opgehaald schrok een pony daarvan. De pony kwam op de weg terecht en werd aangereden door Gene McDonnell. Zowel McDonnell als de pony overleefden het niet.
- Op 9 juni 2000 verongelukte Leslie Williams met een Honda VTR-SP1 tijdens de Production TT.
- Op 1 september 2004 verongelukte Tommy Clucas met een 600cc Honda tijdens de Junior Race van de Manx Grand Prix.
- Op 2 juni 2014 verongelukte Bob Price met een 600cc Yamaha tijdens de Supersport TT.

## Trivia
- In 1912 was Ballaugh Bridge pas voor de tweede keer opgenomen in het circuit. Frank Philipp (Scott) lag op de tweede plaats in de Senior TT, maar bij de landing liep zijn band van de velg en hij werd slechts elfde.
- Ochtendtrainingen zijn tegenwoordig afgeschaft, mede omdat de coureurs vanaf Kirk Michael tot aan Ramsey tegen de laagstaande zon in reden. In 1923 waren de wegen nog onverhard en Paddy Johnston en Stanley Woods reden naast elkaar richting Ballaugh Bridge. Door de stofwolk van een voorganger en de laagstaande zon zagen ze niets meer, en Paddy vertelde later dat ze ineens hoog door de lucht vlogen waarna hun sturen langs de muur van het Railway Hotel schuurden.
- In 1925 viel bakkenist Arthur Rawlings uit het zijspan van Pat Driscoll. Terwijl hij opstond besloot hij dat racen niets voor hem was en hij nam de eerste boot naar huis.
- De jonge John Surtees kreeg in 1953 een aanbod van Joe Craig om met een fabrieks- Norton te rijden. Hij had dr. Joe Ehrlich echter beloofd om in de Ultra-Lightweight TT met een EMC te rijden. Tijdens de training brak de voorvork van de EMC bij Ballaugh Bridge, Surtees viel en brak een botje in zijn pols, waardoor de kans om de fabrieks-Norton te rijden verkeken was.
- Na elf jaar geracet te hebben ging Graham Downes in 1961 als travelling marshal tijdens de Manx Grand Prix werken. Daarvoor kreeg hij een snelle 650 cc BSA ter beschikking. Hij trof een jonge dame, schroefde de "M" (Marshal)-platen van de motorfiets en nam haar mee voor een rondje rond de Mountain Course. Bij Ballaugh werd hij aangehouden door een agent die hem de les las over "bezoekers die te hard rijden terwijl ze het circuit niet kennen". Downes hield er geen bekeuring aan over, wel een echtgenote.
- Ron Haslam deed zijn rij-ervaring op op permanente circuits. Zijn rijstijl was dan ook spectaculairder dan die van de ervaren TT-rijders en hij nam steeds meer risico's. Hij naderde de brug in de derde versnelling maar bij de landing brak zijn stuurdemper af. Zijn voorvork sloeg om, Haslam vloog door de lucht en landde op een puntdak. Hij hield er slechts een verstuikte enkel aan over, maar ook opmerkingen van toeschouwers: "I told you so".
- Om het circuit te leren kennen nam Harald Gasse het commentaar van een video op en speelde dat met een cassetterecorder af terwijl hij zijn trainingsrondje reed. Hij nam Ballaugh Bridge echter veel te snel, waarna TT-commentator Geoff Cannell zich afvroeg of hij per ongeluk de "fast forward"-knop ingedrukt had.

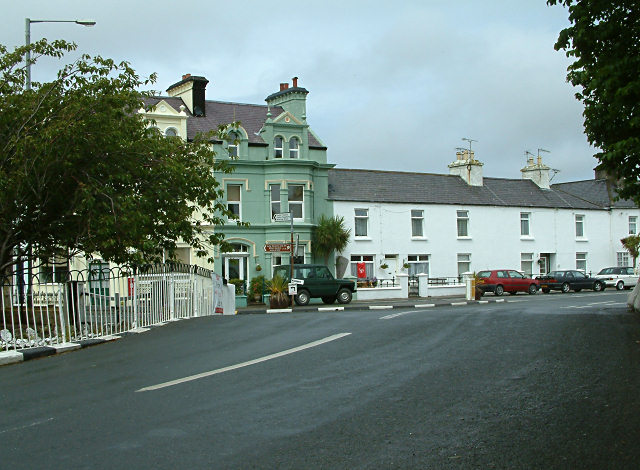
De bolling van Ballaugh Bridge is hier goed te zien. Op de meeste rechter pilaar van de witte woningen aan de linkerkant zit de gedenksteen van Karl Gall
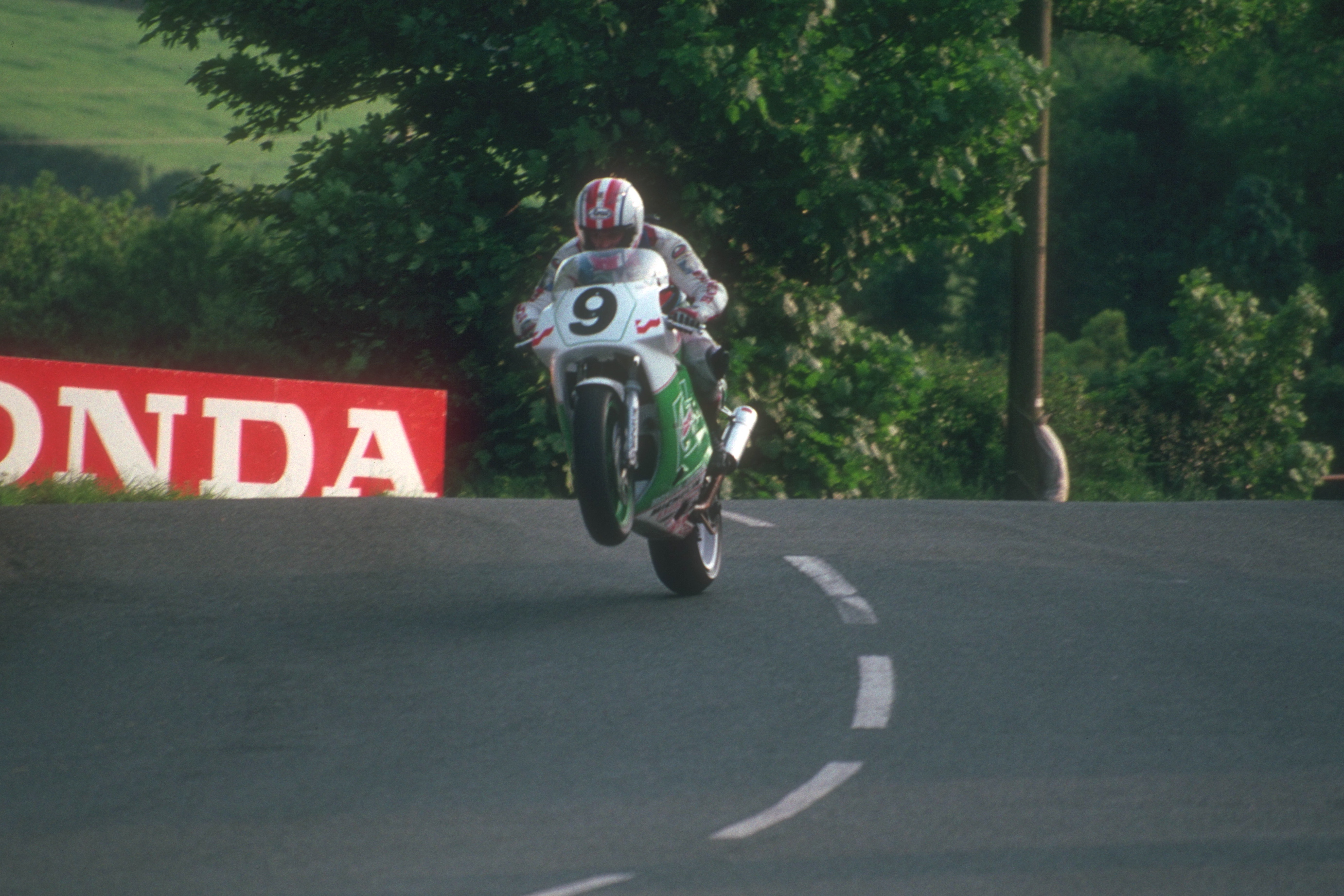
Phillip McCallen in 1992
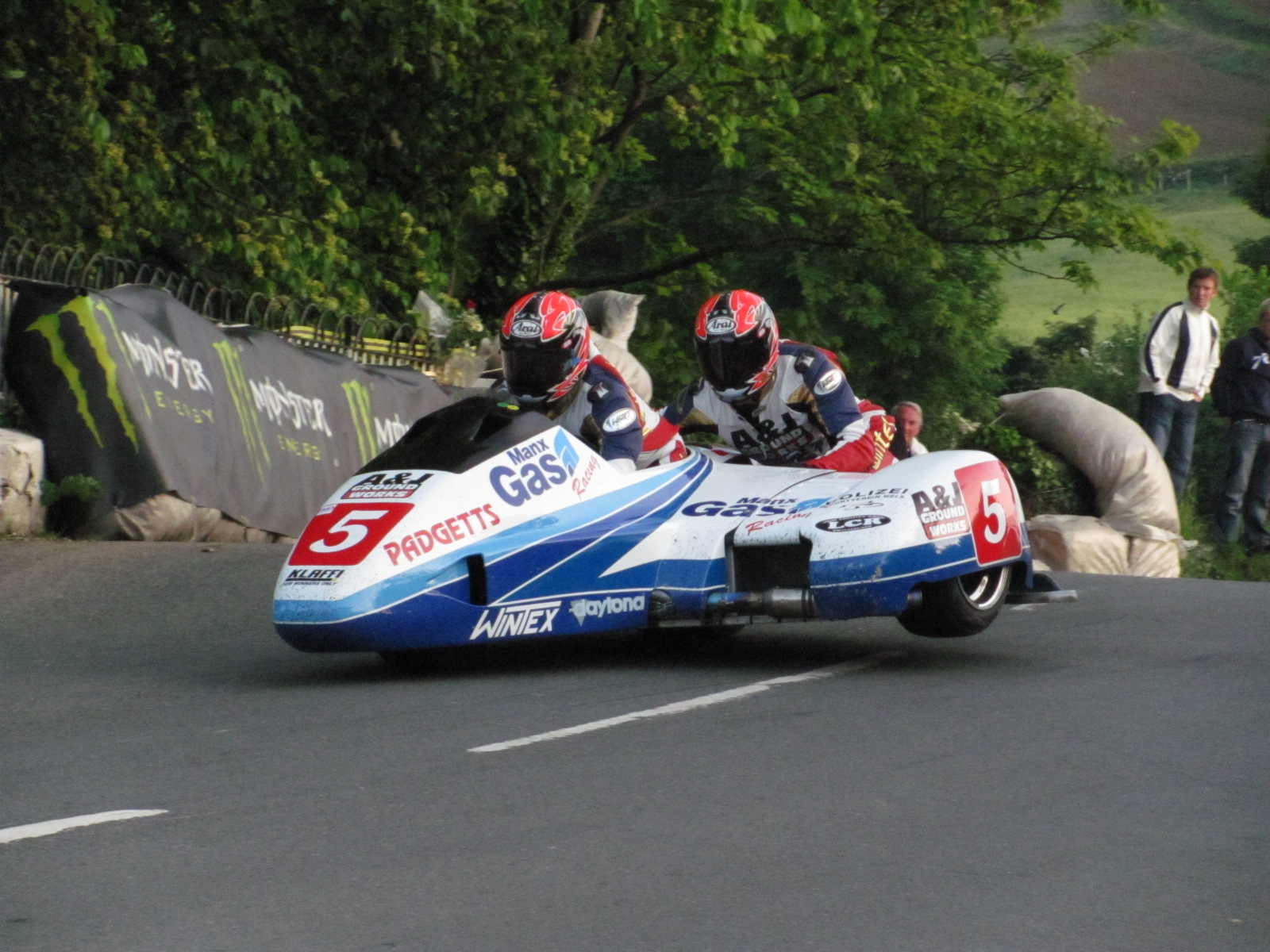
Klaus Klaffenböck en Daniel Sayle tijdens de training in 2010
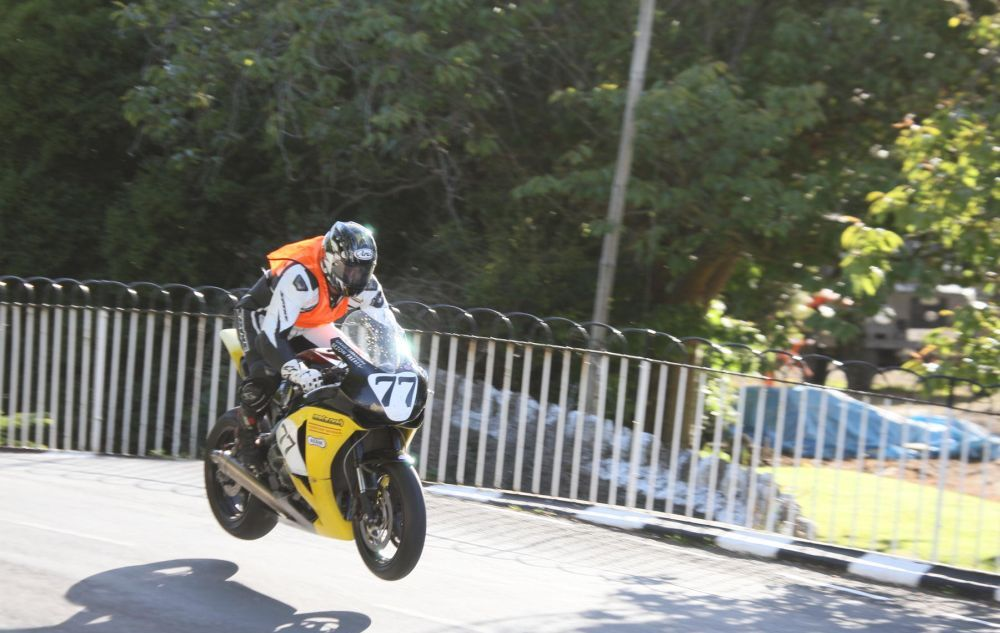
Newcomers hesje of niet, Herve Gantner sprong in 2010 ook over Ballaugh Bridge

(Markante punten in cursief zijn onofficiële punten of worden alleen gebruikt binnen Marshal Sectors)
1e mijl:
TT Grandstand ·
Nobles Park ·
St Ninian's Crossroads ·
Bray Hill ·
Ago's Leap ·
Quarterbridge Road ·
1st Milestone ·
2e mijl:
Wal Handley Memorial Seat ·
Quarterbridge ·
Port-y-Chee Meadow ·
Braddan Bridge ·
Jubilee Oak ·
Braddan Bridge House ·
Braddan Depot ·
Snugborough (Cronk Dhoo) ·
2nd Milestone ·
3e mijl:
Union Mills (Mullen Dhoo, Mwyllin Dhoo Aah, Mullin Doway) ·
Railway Inn ·
Ballahutchin Hill (Elm Bank Hill) ·
3rd Milestone ·
4e mijl:
Ballafreer ·
Glenlough ·
Ballagarey Corner ·
Glen Vine (Glen Darragh) ·
Ballabeg ·
4th Milestone ·
5e mijl:
Crosby ·
Crosby Left (Vicarage Corner) ·
Crosby Cross-Roads ·
5th Milestone ·
6e mijl:
Crosby Hill (Ballaglonney Hill of Halfway Hill) ·
Halfway House (The Waggon & Horses) ·
St Trinian's ·
The Highlander ·
Greeba Verandah ·
Pear Tree Cottage ·
Greeba Castle ·
6th Milestone ·
7e mijl:
Appledene (Shimmin's Corner) ·
Central Valley (Greeba Gap) ·
Greeba Bridge ·
The Hawthorn ·
Knock Breck ·
Gorse Lea ·
7th Milestone ·
8e mijl:
Ballagarraghyn ·
Ballacraine ·
Ballaspur ·
Ballig ·
8th Milestone ·
9e mijl:
Ballig Bridge ·
Doran's Bend ·
Laurel Bank ·
9th Milestone ·
10e mijl
Glen Moar Mill ·
Black Dub ·
Quarter-Distance Marker ·
The Vaish ·
Glen Helen (Glen Rhenass) ·
Sarah's Cottage ·
Creg Willey's Hill ·
10th Milestone ·
11e mijl:
Lambfell Beg ·
Lambfell (Moar) Cottage ·
Cronk-y-Voddy (Cronk-y-Voddy Straight) ·
Cronk-y-Voddy Cross Roads ·
Molyneux's ·
Cronk Bane Farm ·
11th Milestone ·
12e mijl:
Drinkwater's Bend ·
Handley's Corner (Cronk-y-Fedjag, Ballamenagh) ·
12th Milestone ·
13e mijl:
McGuinness's (Shoughlaigue Bridge) ·
Ballaskyr ·
Barregarrow Cross Roads (Cronk Aashen) ·
Barregarrow ·
Little Bray ·
Barregarrow Bottom ·
Cammal Farm ·
Cronk Urleigh ·
13th Milestone ·
14e mijl:
Ballalonna Bridge ·
Westwood Corner ·
Ballakinnag ·
14th Milestone ·
15e mijl:
Douglas Road Corner ·
Glen Wyllin Corner ·
The Mitre ·
Dave Saville Memorial Seat ·
Kirk Michael ·
The White House ·
15th Milestone ·
16e mijl:
Birkin's Bend ·
Rhencullen ·
Bishopscourt ·
Bishopscourt Farm Bends ·
Bishopscourt Straight ·
Orrisdale North ·
16th Milestone ·
17e mijl:
Dub Cottage (Bishop's Dub) ·
Alpine Cottage ·
Balla Cobb ·
17th Milestone ·
18e mijl:
Ballaugh Bridge ·
Ballaugh ·
Gwen's ·
Ballacrye Corner ·
Ballacrye ·
18th Milestone ·
19e mijl:
Quarry Bends ·
Ballavolley ·
Wildlife Park ·
Sulby Straight ·
Half-distance Marker ·
19th Milestone ·
20e mijl:
Sulby ·
Sulby Glen Hotel ·
Sulby Crossroads ·
Sulby Bridge ·
20th Milestone ·
21e mijl:
Ginger Hall ·
Kerrowmoar ·
21st Milestone ·
22e mijl:
Glen Duff ·
Glentramman ·
Temple Corner (Water Through Corner) ·
Glentramman Loop Road ·
Churchtown ·
Caravan ·
22nd Milestone ·
23e mijl:
Lezayre War Memorial ·
Ballakillingan ·
Conker Fields ·
K-tree ·
Sky Hill ·
Milntown Cottage (Pinfold Cottage) ·
Milntown Bridge (Glen Auldyn Bridge) ·
Milntown ·
Gardener's Lane ·
23rd Milestone ·
24e mijl:
Lezayre Road ·
School House Corner (Crossags, Russel's Corner) ·
Parliament Square ·
Queen's Pier Road ·
Ramsey Depot ·
Cruickshanks Corner ·
May Hill ·
24th Milestone ·
25e mijl:
Whitegates ·
Stella Maris ·
Ramsey Hairpin ·
Little Gooseneck ·
Water Works Corner ·
Ballure Reservoir ·
Mountain Section ·
Tower Bends ·
25th Milestone ·
26e mijl:
Gooseneck ·
Joey's (26th Milestone) ·
27e mijl:
Guthrie's Memorial ·
The Cutting ·
27th Milestone ·
28e mijl:
Milligan's Bridge ·
Mountain Mile ·
28th Milestone ·
29e mijl:
Three-Quarter distance marker ·
Mountain Box (East Mountain Gate, East Snaefell Gate) ·
29th Milestone ·
30e mijl:
Casey's (Rice's Corner, George's Folly) ·
Black Hut (Stonebreakers Hut, Shepherd's Hut) ·
John Smyth Memorial Shelter ·
Verandah ·
30th Milestone ·
31e mijl:
Bungalow Bridge ·
Stonebridge ·
Les Graham Memorial ·
Bungalow Bends ·
McIntyre Box ·
Murray's Museum ·
Joey Dunlop Memorial ·
The Bungalow ·
31st Milestone ·
32e mijl:
Hailwood's Rise ·
Hailwood's Height ·
Brandywell (West Mountain Gate, Beinn-y-Phott Gate, Bungalow Gate) ·
Duke's (32nd Milestone) ·
33e mijl:
Windy Corner (Nobles Corner) ·
Nobles Park Road ·
Slieu Lhost Quarry ·
Thirty-Third (33rd Milestone) ·
34e mijl:
Keppel Gate (Clarke's Corner) ·
Kate's Cottage (Shepherd's House) ·
34th Milestone ·
35e mijl:
Creg-ny-Baa (the Keppel Hotel) ·
Gob-ny-Geay (Sunny Orchard) ·
35th Milestone ·
36e mijl:
Brandish Corner (Telegraph Hill, O'Donnell's en Upper Hillberry Corner) ·
Hillberry Corner ·
36th Milestone ·
37e mijl:
Glen Dhoo Farm ·
Hillberry Road ·
Cronk-ny-Mona ·
Johnny Watterson's Lane ·
Signpost Corner ·
Bedstead Corner ·
The Nook ·
37th Milestone ·
38e mijl:
Bemahague ·
Governor's Bridge ·
Governor's Dip ·
Glencrutchery Road ·
38th Milestone